# تكنولوجيا المعلومات الخضراء
إدارة الطاقة لتكنولوجيا المعلومات أو تكنولوجيا المعلومات الخضراء وفقًا للاتحاد الدولي لتكنولوجيا المعلومات والاتصالات العالمية والخضراء «هو تحليل وإدارة استهلاك الطاقة داخل قسم تكنولوجيا المعلومات في أي مؤسسة». تمثل انبعاثات ثاني أكسيد الكربون 2% من الانبعاثات في العالم، مما يساوي تقريبًا نفس مستوى انبعاثات الطيران  وتمثل أكثر من 10٪ من إجمالي استهلاك الطاقة العالمي (أكثر من 50٪ من استهلاك الطاقة في مجال الطيران). تستهلك تكنولوجيا المعلومات 25 ٪ من تكلفة الطاقة في المكاتب الحديثة.
خلال أحد الفترات، كانت أجهزة الكمبيوتر والشاشات هي المستهلك الأكبر للطاقة في تكنولوجيا المعلومات، بنسبة 39 ٪ من استخدام الطاقة، تليها مراكز البيانات والخوادم، بنسبة 23 ٪ من استخدام الطاقة. في عام 2006 ، استهلكت البنية التحتية لتكنولوجيا المعلومات في الولايات المتحدة ما يقدر بنحو 61 مليار كيلووات في الساعة من الطاقة، بتكلفة 4.5 مليار دولار. توجد فرص كبيرة للمؤسسات لزيادة فعالية استخدامها للطاقة في مجال التكنلوجيا. تستهلك أجهزة الكمبيوتر ومراكز البيانات والشبكات 10٪ من الكهرباء في العالم. تذهب 30٪ من هذه الكهرباء إلى أجهزة محطة الطاقة (أجهزة الكمبيوتر والهواتف المحمولة والأجهزة الأخرى) ، وتذهب 30٪ إلى مراكز البيانات وتذهب 40٪ إلى الشبكة. يستهلك جهاز التوجيه (الراوتر) 10 كيلوواط ويستهلك مركز بيانات كبير ما يقارب من 100 ميجا واط.
يمكن لمراكز البيانات زيادة استهلاك الطاقة لـ 100 ضعفاً  أكثر من مبنى المكاتب الطبيعي. غالبًا ما يتم استخدام أقل من 15٪ من مصدر الطاقة لمعدات تكنولوجيا المعلومات داخل مركز البيانات. مع إدخال التقنيات والمنتجات الجديدة، تم تحسين إدارة الطاقة في العديد من معدات تكنولوجيا المعلومات بشكل كبير.

## إدارة البيانات في مراكز الطاقة والخوادم
تمثل الخوادم ومراكز البيانات 23٪ من استهلاك الطاقة في مجال تكنولوجيا المعلومات. لأن الأجهزة تصبح أصغر وأقل تكلفة، فإن تكاليف الطاقة تشكل جزءًا أكبر من تكاليف الخادم أو مركز البيانات.
يمكن تحقيق ربح من خلال تحسين فعالية الخوادم. يتم ذلك عادة عن طريق إجراء اختبارات تشخيصية على خوادم فردية وتطوير نموذج لاستهلاك الطاقة في مركز البيانات باستخدام هذه القياسات. من خلال تحليل كل خادم في مركز البيانات، يمكن لبرنامج إدارة طاقة الخادم تحديد الخوادم التي يمكن إزالتها. كما أنه يُمكّن تحويل الخوادم إلى بيئة افتراضية وتنفيذ العمليات في عدد أقل من الخوادم، وإيقاف الخوادم ذات دورات طلب متوقعة عن العمل بشكل كامل عند عدم استخدامها. يتم تضمين ميزات إدارة الطاقة النشطة أيضًا والتي تضع الخوادم المتبقية في حالة استخدام الطاقة الأدنى مع التنبيه فوري عند الطلب.
يمكن استخدام معايير كفاءة استخدام الطاقة، مثل سبيك-باور، أو مواصفات مثل متوسط قوة وحدة المعالجة المركزية لمقارنة كفاءة الخادم وأداء كل واط .

## إدارة طاقة الحاسب الآلي
أظهرت دراسة بحثية في الولايات المتحدة أنه يتم ترك 50 ٪ من أجهزة الحاسب الشخصي وهي تعمل ليلاً، مما أدى إلى هدر طاقة سنوية تقدر ب 28.8 مليار كيلوواط في ساعة، بتكلفة 2.8 مليار دولار سنويا. يختلف سلوك المستخدم اختلافًا طفيفًا في أوروبا، حيث يتم ترك 28٪ تقريبًا من أجهزة الكمبيوتر ليلاً في المملكة المتحدة، مما يؤدي إلى هدر طاقة تقدر بنحو 2.5 مليار كيلووات في الساعة، بتكلفة 300 مليون جنيه إسترليني سنويًا. في ألمانيا تترك ما يقارب 30 ٪ من أجهزة الكمبيوتر الشخصية ليلاً، مهدرة 4.8 مليار كيلو واط في الساعة من الطاقة، بتكلفة 919 مليون يورو هناك سوق كبير في برامج إدارة الطاقة الخارجية تقدم ميزات تتجاوز تلك الموجودة في نظام التشغيل ويندوز.
تقدم معظم المنتجات تكامل خدمة أكتيف ديريكتوري وإعدادات لكل مستخدم / لكل جهاز مع خطط طاقة متعددة تقدم أكثر تقدماً وخطط طاقة مجدولة ومميزات مضادة للأرق وإعداد تقارير عن استخدام الطاقة في المؤسسة.

## إيثرنت موفر للطاقة
يمكن أن يقلل الإيثرنت الموفر للطاقة (IEEE 802.3az) من استهلاك معدات الشبكات للطاقة. في عام 2005 ، استهلكت وحدات تحكم واجهة الشبكة في الولايات المتحدة (أجهزة الكمبيوتر، والمفاتيح، وأجهزة التوجيه) ما يقدر بنحو 5.3 تيراوات - ساعة من الكهرباء. وفقًا لباحث في مختبر لورنس بيركلي، يمكن أن يوفر الإيثرنت الموفر للطاقة ما يقدر بنحو 450 مليون دولار سنويًا من تكاليف الطاقة في الولايات المتحدة  حيث أن معظم التوفير من أجهزة الكمبيوتر المنزلية (200 مليون دولار) ، والمكاتب (170 مليون دولار) ، والباقي 80 مليون دولار من مراكز البيانات. إيثرنت الموفرة للطاقة يوفر الطاقة عن طريق السماح لارتباطات الشبكة إما بالذهاب إلى وضع السكون المنخفض الطاقة أو التشغيل بمعدل أبطأ عند عدم وجود بيانات. كما يخفض إشارة استخدام الطاقة على الكابلات ذات الجودة العالية.
هناك عدد من الجمعيات الصناعية والمنظمات السياسة التي تشمل أعمالها المتعلقة بتعزيز كفاءة استخدام الطاقة توفير الموارد والمعلومات المتعلقة بإدارة طاقة تكنولوجيا المعلومات. وتشمل هذه:
- الشبكة الخضراء
- تحالف توفير الطاقة
- مبادرة المحافظين على المناخ الحوسبية
- شبكة تو-دقريز (شبكة اتصالات متكاملة منخفضة الكربون)